# I Just Don't Understand
I Just Don't Understand è una canzone della cantante svedese-americana Ann-Margret, scritta da Kent Westberry e Marijohn Wilkin. La versione originale, pubblicata nel 1961 è arrivata alla diciassettesima posizione negli States e nella Top 20 nelle varie classifiche australiane, ed è stata inclusa nel suo album di debutto, On the Way up, dell'anno seguente. Furono numerosi gli artisti che incisero covers: i Beatles per l'album Live at the BBC, Les Paul &  Mary Ford nel 1963, Tom Adderly, che la pubblicò come singolo nel 1964 e poi ne incluse una versione live sull'album Live on the Peta Posa Show del 1965, Freddie & the Dreamers e i Cresters la registrarono e la commercializzarono, in due versioni differenti, una per ogni artista, nel 1964 e Normie Rowe & the Playboys, i quali pubblicarono la canzone come lato B della hit I Who Have Nothing del 1965.

## La versione dei Beatles
Venne registrata il 16 luglio 1963 nel BBC Paris Studio di Londra; fu la terza di cinque canzoni registrate per la decima edizione della trasmissione radiofonica Pop Go the Beatles, trasmessa per la prima volta il 20 agosto. Venne inclusa sull'album live Live at the BBC del 1994.

### Formazione
- John Lennon: voce, chitarra ritmica
- Paul McCartney: cori, basso elettrico
- George Harrison: cori, chitarra solista
- Ringo Starr: batteria[3]

## Formazione della versione di Ann-Magret
- Ann-Margret: voce
- Jerry Kennedy: chitarra
- Charlie McCoy: armonica
- The Jordanaires: cori